# Noordodes
Noordodes és un gènere d'arnes de la família Crambidae.

## Taxonomia
- Noordodes magnificalis (Rothschild, 1916)
- Noordodes purpureoflava Hampson, 1916